# Elecciones estatales de Baja Sajonia de 1974
La elección del octavo Parlamento de Baja Sajonia tuvo lugar el 9 de junio de 1974. La CDU obtuvo el 48,8% de los votos, subiendo en 3,1 puntos porcentuales. El SPD llegó al 43,1%. El último partido que entró en el parlamento fue el FDP. Alcanzó el 7,0% y ganó 2,6 puntos porcentuales adicionales, al mismo tiempo que el NPD perdió la misma cantidad y no pudo regresar al Landtag.
5.129.254 personas tenían derecho a voto. 4.331.273 de ellas lo ejercieron, lo que corresponde a una participación del 84,44%.
El SPD perdió su mayoría, sin embargo, el primer ministro Alfred Kubel pudo seguir gobernando con la ayuda del FDP en una coalición social-liberal. (Gabinete Kubel II). Sin embargo, esta coalición se derrumbó posteriormente y Kubel fue sustituido por Ernst Albrecht (CDU).

## Resultados
| Partido | Partido        | Votos   | %     | Mand. directos | Escaños |
| ------- | -------------- | ------- | ----- | -------------- | ------- |
|         | CDU            | 2098096 | 48,82 | 54             | 77      |
|         | SPD            | 1852797 | 43,11 | 45             | 67      |
|         | FDP            | 302165  | 7,03  |                | 11      |
|         | NPD            | 27581   | 0,64  |                |         |
|         | DKP            | 16753   | 0,39  |                |         |
|         | Independientes | 301     | 0,01  |                |         |
| Total   | Total          | 4297693 |       | 99             | 155     |